# Het Houten Paard

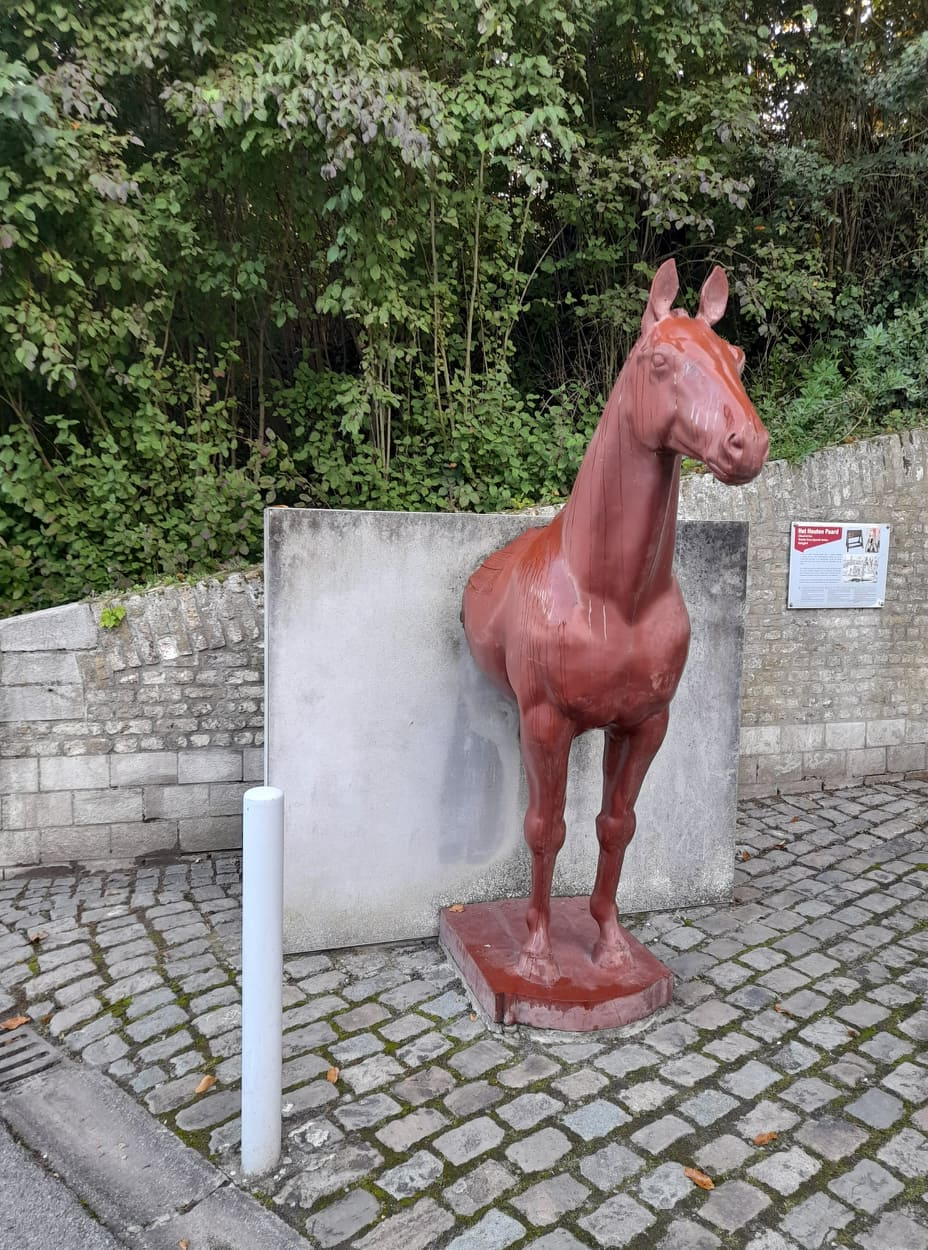
Het Houten Paard, op de gelijknamige locatie Houten Paard, in Ieper.

Het Houten Paard is een sculptuur, gemaakt door kunstenaar Bertrand Catteuw in opdracht van de Commissie Beelden in de Stad. Het bevindt zich aan de vestingen in het West-Vlaamse Ieper, nabij de Rijselpoort. Het kunstwerk is ingehuldigd op 16 september 2011 en kreeg de naam Het Houten Paard. Het werd vervaardigd uit bruin polyester, dat het hout suggereert. Een houten paard was een marteltuig in de vorm van een rudimentair paard met spitse rug. Een dergelijk strafwerktuig bevond zich op de Ieperse Grote Markt, en vermoedelijk in de zuidelijke stadswijk Sint-Pieters nabij de vestingen, op de plaats die nu Houten Paard heet.

## Korte geschiedenis
Van de middeleeuwen tot aan het ancien régime, was de kasselrij Ieper een onderdeel van het Graafschap Vlaanderen. De kasselrij Ieper bestond uit twee kwartieren, namelijk het West-Ieperambacht en het Oost-Ieperambacht. Het West-Ieperambacht komt grotendeels overeen met het huidige Ieperse arrondissement. Beide kwartieren hadden hun rechtbank. Voor het West-Ieperambacht zetelde het schepenbank in het Ieperse Zaalhof. Aan het hoofd van de schepenbank, stond de baljuw. Deze had onder andere de functie van rechtsprekende. De baljuw voerde taken uit die we kunnen vergelijken met de taken van het openbare ministerie.
Vandaag is het Zaalhof nog steeds de benaming voor de wijk waar de grafelijke burcht lag. In de 16e eeuw verhuisde het administratieve centrum van de Kasselrij naar het Kasselrijgebouw op de Grote Markt van Ieper, waar vandaag de rechtbank van Koophandel is. Tot aan de Franse Revolutie (1789) waren straffen afhankelijk van het deviante gedrag. Vrijheidsstraffen zoals verbanning of gevangenisstraf en lijfstraffen zoals brandmerken, geseling en radbraken waren  courant. Het strafpaard werd tot in de 18e eeuw gebruikt voor het straffen van militairen die een vergrijp hadden gepleegd. De gestrafte moest op dit paard plaatsnemen en gedurende een tijd blijven zitten. Vaak werd er extra ballast, zoals zandzakken aan zijn voeten gehangen. Deze straf werd in het openbaar uitgevoerd, zodat de publieke vernedering als extra smaad werd ervaren. In het Hof van Busleyden, te Mechelen, staat een oorspronkelijk schandpaard.

## Locatie
De souterrains aan het Houten Paard werden ontworpen door de beroemde vestingingenieur Vauban. Deze kazematten maken deel uit van de 17-eeuwse vestingen die de stad Ieper omwallen. Ze deden onder andere dienst als slaap- en schuilplaats voor de troepen die Ieper tijdens de vele belegeringen hebben verdedigd. Enkele straatnamen in deze buurt zoals de Kanonweg, de Wateringstraat en de Arsenaalstraat verwijzen tot op heden naar de aanwezigheid van de militairen. Tot voor de Eerste Wereldoorlog kon je hier ook terecht in de gelijknamige herberg het Houten Paard. Dit café staat afgebeeld op een schilderij van kunstschilder Théodore Ceriez. In het verlengde van het Houten Paard, in de Aalmoezeniersstraat, werd ook door Vauban de Sint-Jakobskazerne gebouwd (afgebroken in 1812). Gezien de militaire geschiedenis van deze wijk is het voorstelbaar dat op deze locatie een tweede strafpaard stond, hoewel de mogelijkheid bestaat dat het paard telkens voor gelegenheden van de Grote Markt naar hier werd overgebracht. Anno 2021 bevindt zich op deze locatie een stadsbrouwerij.

## Bertrand Catteuw
De beeldhouwer Bertrand Catteuw werd geboren op 7 januari 1959 in Wervik. Aan de Koninklijke Academie voor Schone Kunsten in Gent volgde hij de opleiding Beeldhouwkunst. Sinds 1984 is hij beeldhouwer bij Atelier Beeldhouwen Slypskapelle-Brussels. Catteuw maakt voornamelijk sculpturen uit gips, polyester en brons. Voor het uitvoeren van dit werk werd hij ondersteund door Gilbert Degryse, eveneens kunstenaar.

## Galerij

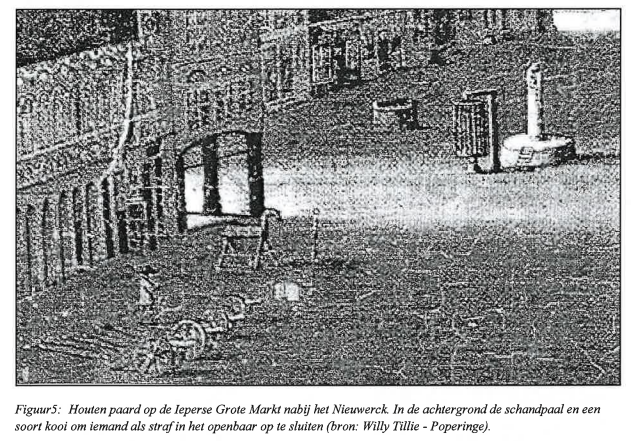
Houten Paard op de Ieperse Grote Markt.
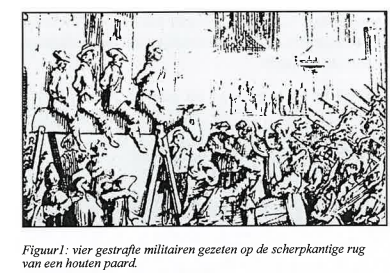
Gestrafte militairen op het strafpaard.
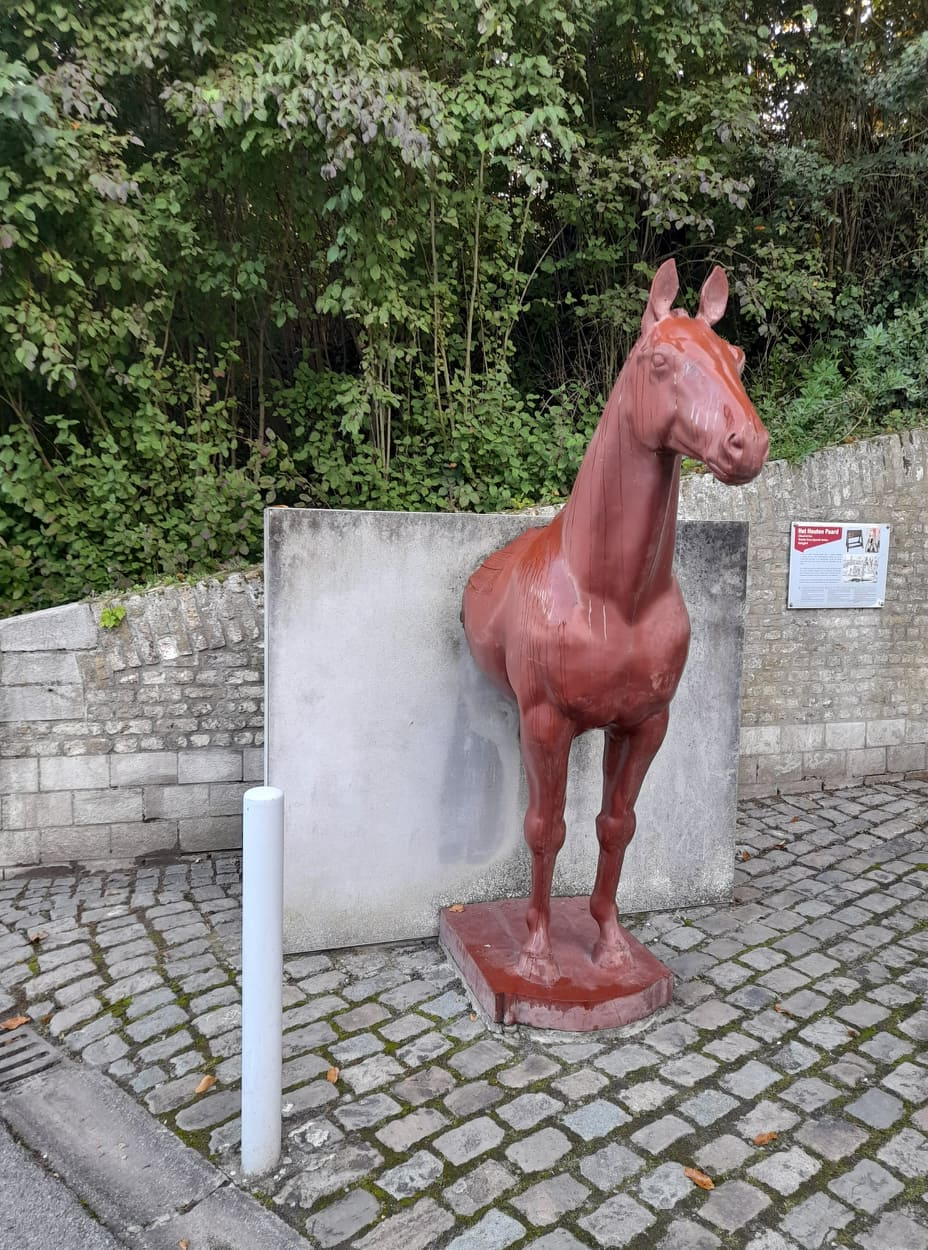
Het Houten Paard
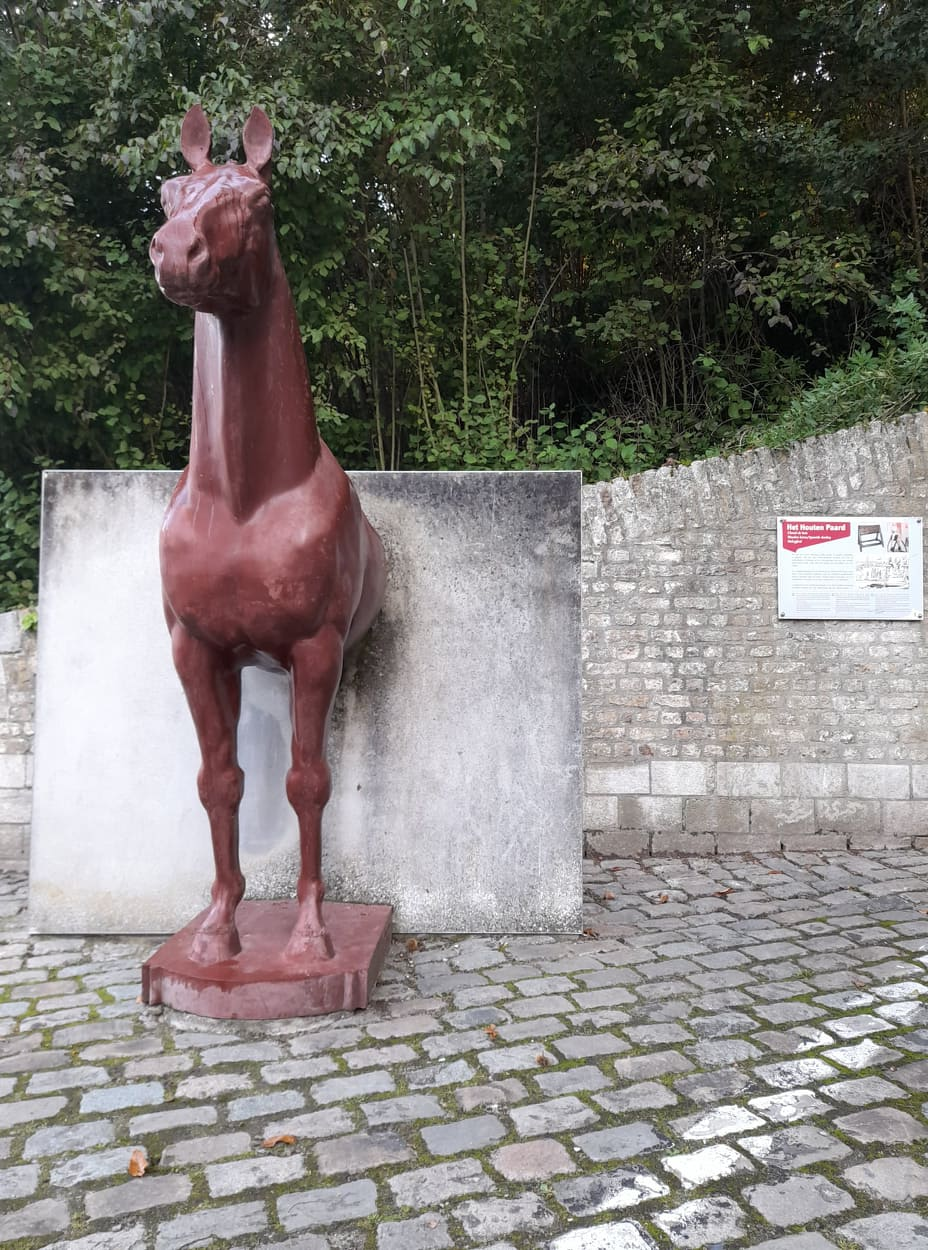
Het Houten Paard - front
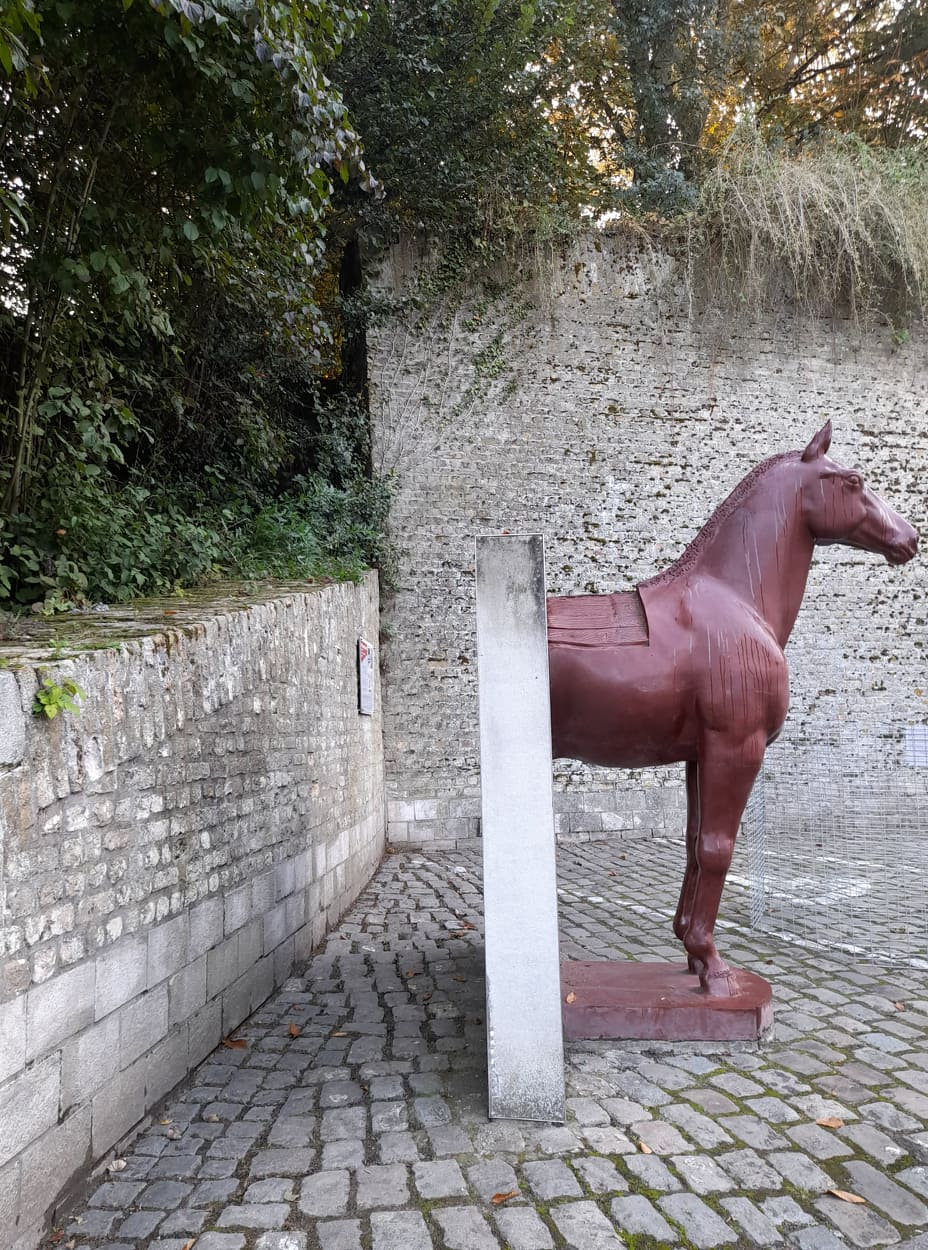
Het Houten Paard - zijaanzicht
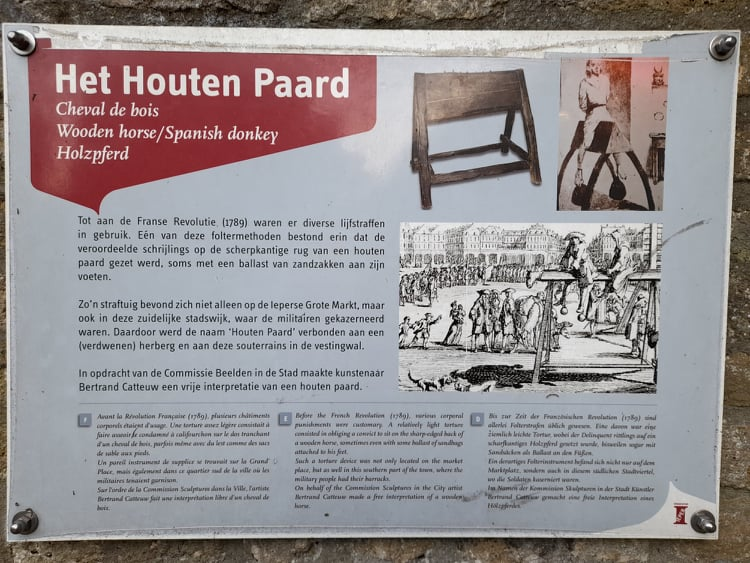
Het Houten Paard - infobord